# Edward Moore
Edward Peerman "Ed" Moore (født 20. oktober 1897 i Ringgold, Virginia, død 9. februar 1968) var en amerikansk roer, olympisk guldvinder og flådeofficer.

## Rokarriere
Moore begyndte at ro i 1920, da han gik på det amerikanske flådeakademi i Annapolis. Ved hårdt arbejde kæmpede han sig frem til en plads i akademiets otter, der først deltog i Henley Royal Regatta samme år, og senere blev udvalgt til amerikansk deltager ved OL 1920 i Antwerpen. Ud over Moore bestod besætningen af Virgil Jacomini, Ed Graves, Bill Jordan, Zeke Sanborn, Don Johnston, Vince Gallagher, Clyde King og styrmand Sherm Clark, og amerikanerne vandt deres indledende heat og semifinalen sikkert. I finalen mødte de den britiske båd, der ligeledes var gået ret sikkert til finalen, og efter at briterne var startet bedst og havde en klar føring midtvejs, men med 300 m tilbage satte amerikanerne deres sprint ind og indhentede briterne med 50 m tilbage og vandt med under et sekunds forspring.
Året efter blev Moore valgt som kaptajn i otteren. Moore dyrkede også amerikansk fodbold, mens han gik på akademiet.

## Videre karriere
Moore tog sin eksamen i 1921, og han fortsatte som flådeofficer, og deltog dermed i anden verdenskrig, hvor han var næstkommanderende i den amerikanske stillehavsflåde. Ved krigens afslutning i 1945 lod han sig pensionere med rang af kontreadmiral.

## OL-medaljer
- 1920:  Guld i otter